# 亞里什夫卡 (托馬什皮利區)
48°31′48″N 28°31′24″E / 48.53000°N 28.52333°E
亞里什夫卡（烏克蘭語：Яришівка），是烏克蘭的村落，位於烏克蘭西南部文尼察州，由圖利欽區負責管轄，始建於1585年，面積2.52平方公里，海拔高度239米，2001年人口1,585，人口密度每平方公里629.72人。